# Diego de Rosales
Pour le peintre de la Renaissance, voir Diego de Rosales (peintre).
Diego de Rosales (1605 à Madrid - 1677 à Santiago du Chili) est un chroniqueur jésuite espagnol et l'auteur de Historia General del Reino de Chile. Bien que ses derniers chapitres aient été coupés, la chronique nous est parvenue. Il est engagé au XVIIe siècle dans la lutte contre la rébellion des Indiens Mapuches au Chili.